# Pupki in močeradi
Pupki in močeradi (znanstveno ime Salamandridae) imajo vitko telo z dolgim repom in s štirimi enako velikimi nogami. Na prednjih nogah imajo štiri prste, na zadnjih pa pet. Imajo dobro razvite okončine in velike oči. Večinoma je značilna svarilna barva, v koži pa imajo tudi strupene žleze. Nekatere vrste nimajo strupenih izločkov in z obarvanostjo le posnemajo svoje strupene sorodnike.

## Življenjski krog
Pupki in močeradi imajo zapleten življenjski cikel, ki je večinoma sestavljen iz treh stopenj: jajčece, ličinka in odrasel osebek.
Tako kot žabe se pogosto vrnejo v mlakužo, kjer so se izvalili, da bi legli jajčeca. Samci se ne oglašajo, zato pa uprizarjajo prave svatbene obrede za privabljanje samic. Nekatere vrste odložijo mnogo majhnih jajčec, druge pa le nekaj velikih. Ličinke, ki se izležejo iz jajčec, imajo velike peresaste škrge. Ko se preobrazijo v odraslo žival, škrge izgubijo in začnejo dihati s pljuči in kožo. 
Pri nekaterih vrstah pupkov in močeradov se paglavci nikoli ne razvijejo v odrasle živali. Namesto tega ostanejo v vodi in spolno dozorijo na stopnji ličinke (neotenija). Vzrok za to je lahko nizka temperatura vode ali premajhna količina v vodi raztopljenega joda. Aksolotl ja eden najbolj znanih primerov neotenije.
- Amfibijska vrsta večino časa preživi na kopnem, v vodi pride le spomladi, ko odloži mrest. Odraslemu se v času dvorjenja ponovno zgodi preobrazba, saj začne sprejemati kisik iz vode. Razvije se mu širok rep za plavanje.
- Kopenska vrsta odlaga jajčeca večinoma na kopnem. Jajčeca so velika z veliko rumenjaka. Mati jajčeca varuje. Stadij ličinke se konča že v jajčecu. Iz njih se izležejo mladiči, ki so enaki odraslim, a manjši. Pri nekaterih vrstah jajčece ostane v telesu samice, ki potem skoti ali vodne ličinke ali pa kopenske mladiče.
- Vodna vrsta prežive vse svoje življenje v vodi (ali pa je lahko delno amfibijska). Iz množice jajčec se izležejo ličinke. Odrasli osebki zadržijo veliko lastnosti ličink.

Pupki ležejo jajčeca na vodno rastlinje, vendar vsako jajčece posebej. Listi so pogosto upognjeni, da so jajčeca zaščitena. Ličinke se izvalijo po približno dveh tednih. Mladi pupki so pripravljeni zapustiti vodo pozno poleti, nekateri pa ostanejo v njej do naslednje pomladi. V nasprotju z žabami ličinke močeradov in pupkov ne izgubijo repa.

## Taksonomija
Rod Chioglossa, Lyciasalamandra, Mertensiella in Salamandra so razvrščene v poddružino Salamandrinae, ostali pa v Pleurodelinae. Tiste vrste, ki večino življenjskega cikla preživijo v vodi, imenujemo »pupki«, čeprav to ni uradni taksonomski opis. 
Družina SALAMANDRIDAE
- Poddružina Pleurodelinae
  - Rod Calotriton - 2 vrsti
    - Calotriton arnoldii
    - Calotriton asper

  - Rod Cynops - 7 vrst
    - Cynops chenggongensis
    - Cynops cyanurus
    - Cynops ensicauda
    - Cynops orientalis
    - Cynops orphicus
    - Cynops pyrrhogaster
    - Cynops wolterstorffi

  - Rod Echinotriton - 2 vrsti
    - Echinotriton andersoni
    - Echinotriton chinhaiensis

  - Rod Euproctus - 3 vrste
    - Euproctus asper
    - Euproctus montanus
    - Euproctus platycephalus

  - Rod Lissotriton - 5 vrst
    - Lissotriton boscai
    - Lissotriton helveticus
    - Lissotriton italicus
    - Lissotriton montandoni
    - Lissotriton vulgaris (navadni pupek)

  - Rod Mesotriton - 1 vrsta
    - Mesotriton alpestris (Triturus alpestris, planinski pupek)

  - Rod Neurergus - 4 vrste
    - Neurergus crocatus
    - Neurergus kaiseri
    - Neurergus microspilotus
    - Neurergus strauchii

  - Rod Notophthalmus - 3 vrste
    - Notophthalmus meridionalis
    - Notophthalmus perstriatus
    - Notophthalmus viridescens (zelenkasti pupek)

  - Rod Ommatotriton - 2 vrsti
    - Ommatotriton ophryticus
    - Ommatotriton vittatus

  - Rod Pachytriton - 2 vrsti
    - Pachytriton brevipes
    - Pachytriton labiatus
    - verjetno še 4 vrste, ki še niso popolnoma opisene. Poznane kot Pachytriton A,B,C & D.

  - Rod Paramesotriton - 7 vrst
    - Paramesotriton caudopunctatus
    - Paramesotriton chinensis
    - Paramesotriton deloustali
    - Paramesotriton fuzhongensis
    - Paramesotriton guanxiensis
    - Paramesotriton hongkongensis
    - Paramesotriton laoensis

  - Rod Pleurodeles - 3 vrste
    - Pleurodeles nebulosus
    - Pleurodeles poireti
    - Pleurodeles waltl (rebrasti pupek)

  - Rod Salamandrina - 2 vrsti 
    - Salamandrina terdigitata
    - Salamandrina perspicillata

  - Rod Taricha - 3 vrste
    - Taricha granulosa
    - Taricha rivularis
    - Taricha torosa (kalifornijski pupek)

  - Rod Triturus - 7 vrst
    - Triturus carnifex (veliki pupek)
    - Triturus cristatus
    - Triturus dobrogicus
    - Triturus karelinii
    - Triturus marmoratus
    - Triturus pygmaeus

  - Rod Tylototriton - 8 vrst
    - Tylototriton asperrimus
    - Tylototriton hainanensis
    - Tylototriton kweichowensis
    - Tylototriton shanjing
    - Tylototriton taliangensis
    - Tylototriton verrucosus (krokodilji pupek)
    - Tylototriton vietnamensis
    - Tylototriton wenxianensis
- Poddružina Salamandrinae
  - Rod Chioglossa - 1 vrsta
    - Chioglossa lusitanica (zlatoprogasti močerad)

  - Rod Lyciasalamandra - 7 vrst
    - Lyciasalamandra anatlyana
    - Lyciasalamandra atifi
    - Lyciasalamandra billae
    - Lyciasalamandra fizilae
    - Lyciasalamandra flavimembris
    - Lyciasalamandra helverseni
    - Lyciasalamandra luschani

  - Rod Mertensiella - 1 vrsta
    - Mertensiella caucasica

  - Rod Salamandra - 6 vrst
    - Salamandra algira
    - Salamandra atra (planinski močerad)
    - Salamandra corsica
    - Salamandra infraimmaculata
    - Salamandra lanzai
    - Salamandra salamandra (navadni močerad)[2]